# 朱苏力
朱苏力（1955年4月1日—），筆名苏力，男，中国法学家、法理学学者，北京大学教授，主要研究领域为法学理论、法律经济学、法律社会学等。朱苏力自1992年起在北京大学法学院任教，1996年起担任法学教授，1997年起任博士生导师，2001年至2010年间曾担任北京大学法学院院长，2006年度（第八批）长江学者特聘教授。朱苏力现为北京大学博雅讲席教授、北京大学法学院天元讲席教授。

## 生平

### 早期经历
朱苏力祖籍为江苏东台，1955年4月1日出生于安徽合肥。他在屯溪（今为黄山市屯溪区）度过了他的童年并在那里接受初等和中等教育。1970年，他加入中国人民解放军炮兵部队从事测绘工作；1976年6月复员转业后他成为测绘工人。1978年恢复高考后，他以复转军人身份考取了北京大学，并于当年10月入读北京大学法律系（现为北京大学法学院）。1982年7月，他从北京大学毕业并获得法学学士学位。尽管他当时已考取研究生，但是他放弃入学资格，作为一名公务员于8月加入海关总署广东分署从事法律顾问工作:252。

### 留学海外
1984年，朱苏力结束两年的公务员生涯成功二度考取研究生，重回北大攻读法学硕士，师从张国华教授主修中国法制思想史。1985年8月，他入选赴美自费公派留学名单并进入太平洋大学麦克乔治法学院攻读法学硕士学位（LL.M.）主修商法与税法。1987年5月他完成了在麦克乔治法学院的学业、取得了学位，并于同年8月进入亚利桑那州立大学政治学系修读美国法律制度。两年后他取得文學碩士学位（M.A.），并进入亚利桑那州立大学法学院的法律交叉学科博士项目学习。他的博士论文《对跨文化研究中的社会控制的批判》（A critique of social control in cross-cultural studies）于1992年获得通过，当年8月他被授予博士学位。

### 归国从教
1992年博士毕业后，朱苏力回到北京大学法律系任讲师，并于1994年、1996年升任副教授、教授。1999年，朱苏力任北京大学学术委员会委员、法学院学术委员会主席、法学院副院长，2001年至2010年任北京大学法学院院长。2007年5月，朱苏力与其他102位学者受聘为2006年度（第八批）长江学者特聘教授。

## 社会兼职
曾任海淀区第十一届人大代表，国务院学位委员会第六届法学学科评议组成员，中国法学会第五届理事会副会长，第六、七届理事会常务理事。

## 著作列表

### 独著

#### 中文
- 《法治及其本土资源》，中国政法大学出版社，1996年
  - 《法治及其本土资源（修订版）》，中国政法大学出版社，2004年
  - 《法治及其本土资源（第三版）》，北京大学出版社，2015年
  - 《法治及其本土资源（第四版）》，北京大学出版社，2022年
- 《阅读秩序》，山东教育出版社，1999年
- 《制度是如何形成的》，中山大学出版社，1999年
  - 《制度是如何形成的（增订版）》，北京大学出版社，2014年
  - 《制度是如何形成的（第三版）》，北京大学出版社，2022年
- 《送法下乡：中国基层司法制度研究》，中国政法大学出版社，2000年
  - 《送法下乡：中国基层司法制度研究（修订版）》，北京大学出版社，2011年
  - 《送法下乡：中国基层司法制度研究（第三版）》，北京大学出版社，2022年
- 《波斯纳及其他：译书之后》，法律出版社，2004年
- 《批评与自恋：读书与写作》，法律出版社，2004年
- 《道路通向城市：转型中国的法治》，法律出版社，2004年
- 《也许正在发生：转型中国的法学》，法律出版社，2004年
- 《法律与文学：以中国传统戏剧为材料》，生活·读书·新知三联书店，2006年
  - 《法律与文学：以中国传统戏剧为材料》，生活·读书·新知三联书店，2017年
- 《制度是如何形成的》，中山大学出版社，1999年
  - 《制度是如何形成的（修订版）》，北京大学出版社，2007年
- 《走不出的风景：大学里的致辞，以及修辞》，北京大学出版社，2022年
  - 《走不出的风景：大学里的致辞，以及修辞（第二版）》，北京大学出版社，2011年
- 《大国宪制：历史中国的制度构成》，北京大学出版社，2017年
- 《是非与曲直：个案中的法理》，北京大学出版社，2019年

#### 英文
- Sending Law to the Countryside: Research on China's Basic-level Judicial System, Springer, 2016, ISBN 978-9-81101-141-2.
- The Constitution of Ancient China, Princeton University Press, 2018, ISBN 978-0-69117-159-3.

### 译著
- 唐纳德·布莱克：《法律的运作行为》（与唐越合译），中国政法大学出版社，1994年
- 理查德·A·波斯纳：《法理学问题》，中国政法大学出版社，1994年
- M·J·C·维尔：《宪政与分权》，三联书店，1996年
- 本杰明·内森·卡多佐：《司法过程的性质》，商务印书馆，1999年
- 理查德·A·波斯纳：《法律和道德理论的问题》，中国政法大学出版社，2001年
- 理查德·A·波斯纳：《超越法律》，中国政法大学出版社，2001年
- 理查德·A·波斯纳：《法理学问题》（重译本），中国政法大学出版社，2001年
- 理查德·A·波斯纳：《性与理性》，中国政法大学出版社，2002年
- 理查德·A·波斯纳：《正义/司法的经济学》，中国政法大学出版社，2002年
- 罗伯特·C·埃里克森：《无需法律的秩序》，中国政法大学出版社，2003年
- 唐纳德·A.威特曼：《法律经济学文献精选》，法律出版社，2006年
- 理查德·A·波斯纳：《法官如何思考》，北京大学出版社，2008年
- 理查德·A·波斯纳：《并非自杀契约：国家紧急状态时期的宪法》，北京大学出版社，2010年
- 理查德·A·波斯纳：《波斯纳法官司法反思录》，北京大学出版社，2014年